# Hoplotarache costalis
Hoplotarache costalis är en fjärilsart som beskrevs av Walker 1865. Hoplotarache costalis ingår i släktet Hoplotarache och familjen nattflyn. Inga underarter finns listade i Catalogue of Life.